# 중종실록
《중종공희휘문소무흠인성효대왕실록》(中宗恭僖徽文昭武欽仁誠孝大王實錄) 또는 《중종실록》(中宗實錄)은 1506년 음력 9월부터 1544년 음력 12월까지 조선 중종 시대의 사실을 기록한 실록이다. 총 105권 102책으로 구성되어 있으며, 《조선왕조실록》의 일부를 이룬다. 판심제는 《중종대왕실록》(中宗大王實錄)이다.

## 개요
1506년(중종 1년) 음력 9월부터 1544년(중종 39년) 음력 12월까지 총 38년 3개월에 걸친 중종 시대의 국정 전반에 관한 역사적 사실을 편년체로 기록한 실록이다. 총 105권 102책으로 구성되어 있으며, 《조선왕조실록》의 일부를 이룬다. 정식 명칭은 《중종공희휘문소무흠인성효대왕실록》이며, 판심제는 《중종대왕실록》이다. 한편 중종의 재위기간은 1544년 음력 11월까지이나 《중종실록》에는 인종 즉위 후인 1544년 음력 12월까지의 기사가 실려있으며, 《인종실록》은 1545년(인종 1년) 음력 1월 기사부터 실려있다.
1545년 음력 2월 중종의 졸곡에 참여하는 명나라 사신이 귀국하면 실록 편찬을 위한 부서를 마련하자는 건의가 있어 인종이 이를 윤허하였다. 그러나 그 해 음력 7월에 인종이 승하하면서 실록의 편찬은 중단되었고, 1546년(명종 1년)에야 실록청을 설치하여 《인종실록》과 동시에 편찬을 시작하였다.
실록 편찬 중에는 1547년(명종 2년) 음력 12월에 실록청 총재관을 맡던 우의정 정순붕이 기묘사화 이후의 일들에 대해 논의가 분분하여 시비도 가려지지 않고, 정순붕 자신 또한 그 때 관직에서 물러났다가 한참 후에야 복귀했다는 이유로 사임을 청하고, 실록청 당상이던 신광한도 같은 이유로 사임을 청하여 모두 윤허를 받았다. 이어 총재관에는 심연원을 거쳐 이기가 임명되었는데, 이기 역시 이듬해 1548년(명종 3년)에 기묘사화의 일을 이유로 총재관 직에서 사임하였다.
이처럼 여러 난관을 겪은 《중종실록》의 편찬은 1550년(명종 5년) 음력 10월에 마침내 마무리되었고, 이듬해 음력 3월에 실록 편찬자들에게 잔치를 내렸다.
실록 편찬자는 감사에 이기, 정순붕, 심연원 등 3명을 비롯하여 지사 총 12명, 동지사 25명, 편수관 45명, 기주관 17명, 기사관 37명 등 총 134명이다.

## 특징
- 보통 다른 실록은 왕이 즉위한 해를 즉위년으로 두고 그 이듬해를 원년으로 칭하는 유년칭원법을 사용하나, 《중종실록》은 연산군이 폐위되었기 때문에 중종이 즉위한 해를 원년으로 칭하는 즉위년칭원법을 사용한다.[8]
- 대개 4~5개월분의 기사를 1권으로 편찬하였으나, 2~3개월분을 1권으로 묶거나 11개월분을 1권으로 묶은 경우도 있다.
- 내용면에서는 대간의 상소나 중종의 경연 참여 기록이 대부분이다.
- 이전의 실록들과 달리 사론과 세주가 많이 수록되었다.
  - 사론 : 대개 각 권마다 10여 개 정도이나, 많게는 35개가 넘게 수록된 경우도 있다. 내용이 기묘사화를 기점으로 크게 갈리는데, 사화 이전에는 국정 전반에 걸친 내용이 많으나 사화 이후에는 개인에 대한 평가가 주를 이룬다. 또 개인에 대한 평가 역시 사화 이전에는 훈구파들을 비난하고 사림파를 칭송하나, 사화를 기점으로 평가가 바뀐다.
  - 세주[주 2] : 사건의 전말이나 보충 설명, 인적 사항, 용어 설명, 특이 사항 등을 수록하였다. 이 중 용어를 설명하는 내용은 당대의 방언 및 속칭 연구나 특징적인 제도 등을 파악할 수 있는 중요한 자료이다.
- 대외관계 내용에 있어서는 《연산군일기》와 큰 차이를 보이는데, 종계변무와 관련한 대명관계의 기사가 많이 실려있다. 또 야인과 왜인들의 진상에 대한 기사가 많았던 《연산군일기》와 달리 이들의 국경선 침입에 대한 기사가 많이 실려있다.
- 《인종실록》은 인종 재위기간의 첫 2개월분의 기사가 《중종실록》에 수록됐을 뿐 아니라, 편찬작업 자체도 《중종실록》에 부수되었고 편찬관들도 대부분 겹친다.[1]
- 서울대학교 규장각한국학연구원에 대한민국의 국보로 지정되지 않은 실록이 일부 있는 것으로 확인되었다. 이 중 《중종실록》은 총 6책이며, 밀랍본이다.[9]

## 평가
《중종실록》은 완성 이후 기묘사화의 일이 제대로 기록되지 않았다는 이유로 공정성에 의심을 받았다.
- 《선조실록》에서는 《중종실록》에 누락된 것이 있다면서, 남곤이 조광조에게 교류를 청하였으나 거절당하자 이에 유감을 갖고 나뭇잎에 "주초위왕[주 3]" 글자 모양으로 꿀을 발라 벌레가 갉아먹게 하고 자연스럽게 생긴 일처럼 꾸며 모해했다는 사실을 기록하였다.[10]
- 이긍익의 《연려실기술》에서는 《중종실록》의 편찬을 간신이 맡았다고 하면서, 실제와는 다르게 기록한 것이 많다고 하였다.[11]